# Louis George Alexander
Louis George Alexander (ur. 15 stycznia 1932 w Londynie, zm. 17 lipca 2002) – brytyjski anglista grecko-australijskiego pochodzenia, dydaktyk, autor podręczników i programów edukacyjnych do nauki języka angielskiego. Jego kurs New Concept English miał rewolucyjne znaczenie w dziedzinie dydaktyki języków obcych. Jego podręczniki do nauki języka sprzedały się w łącznym nakładzie 4.7 mln egzemplarzy. Na stałe związany z wydawnictwem Longman. Dwukrotnie żonaty, ojciec syna George’a i córki Julie.
Nauczanie języka angielskiego rozpoczął podczas pełnienia służby wojskowej w Niemczech w korpusie oficerskim w latach pięćdziesiątych XX w. Następnie spędził 7 lat w Grecji, gdzie przez 7 lat był dyrektorem katedry języka angielskiego w prestiżowej szkole Moraitis. W roku 1967 opublikował czterotomowy kurs języka angielskiego New Concept English, który wytyczył trendy we współczesnej dydaktyce. W latach 1973–79 zasiadał w komisji językowej Rady Europy. W latach 80. XX w. opublikował pionierskie kursy języka angielskiego na platformę komputerową Atari.